# 市谷加賀町
市谷加賀町（日语：／ Ichigaya-kagachō */?）是東京都新宿區的町名。現行行政地名是市谷加賀町一丁目及二丁目。住居表示實施區域。人口有1,914人（2013年8月1日）。

## 地理
位居新宿區東部。北鄰市谷甲良町與二十騎町，東接納戶町及市谷左内町，南連市谷本村町，西通市谷藥王寺町。
市谷加賀町一丁目內有大日本印刷市谷工場（本社）、新宿區立牛込第三中學校與社宅，也有少數民家。
市谷加賀町二丁目內有大日本印刷相關設施、公寓、民家。此外，大日本印刷相關設施也擴展到周邊區域。

## 歷史
1872年（明治5年），俗稱「加賀屋敷跡」的武家地成立市谷加賀町一丁目，土取場町與加賀屋敷跡西側武家地等成立市谷加賀町二丁目。1985年（昭和59年）實施新住居表示，市谷加賀町一丁目與市谷加賀町二丁目一部分、市谷本村町一部分合併為現行的一丁目，市谷加賀町二丁目大部分與市谷柳町、市谷藥王寺町各一部分合併為現行的二丁目。

### 町名由來
一丁目附近是江戶時代初期加賀藩主前田光高夫人的屋敷，因而得名。

## 交通
本地沒有車站，地域東部可利用市谷站，地域西部可利用都營大江戶線牛込柳町站。

## 設施
- 大日本印刷市谷工場（本社）

## 備註
1. ↑  『角川日本地名大辞典 13　東京都』、角川書店、1991年再版、P871
2. ↑  .   [2013-08-09]. （原始内容存档于2014-08-19）.

## 外部連結
- 新宿區役所 （页面存档备份，存于）